# 巴塔克语
巴塔克语（ ᯘᯮᯒᯖ᯲ ᯅᯖᯂ᯲），是印尼巴塔克人的一種主要语言。

## 書寫系統
過往的歷史巴塔克語是使用巴塔克文字書寫的，但現在大多的寫作是使用拉丁字母。

## 外部連結
- https://symbl.cc/en/unicode/blocks/batak/ （页面存档备份，存于）
- Batak languages （页面存档备份，存于） at Ethnologue (22th ed., 2019).